# Vishal (Breda)

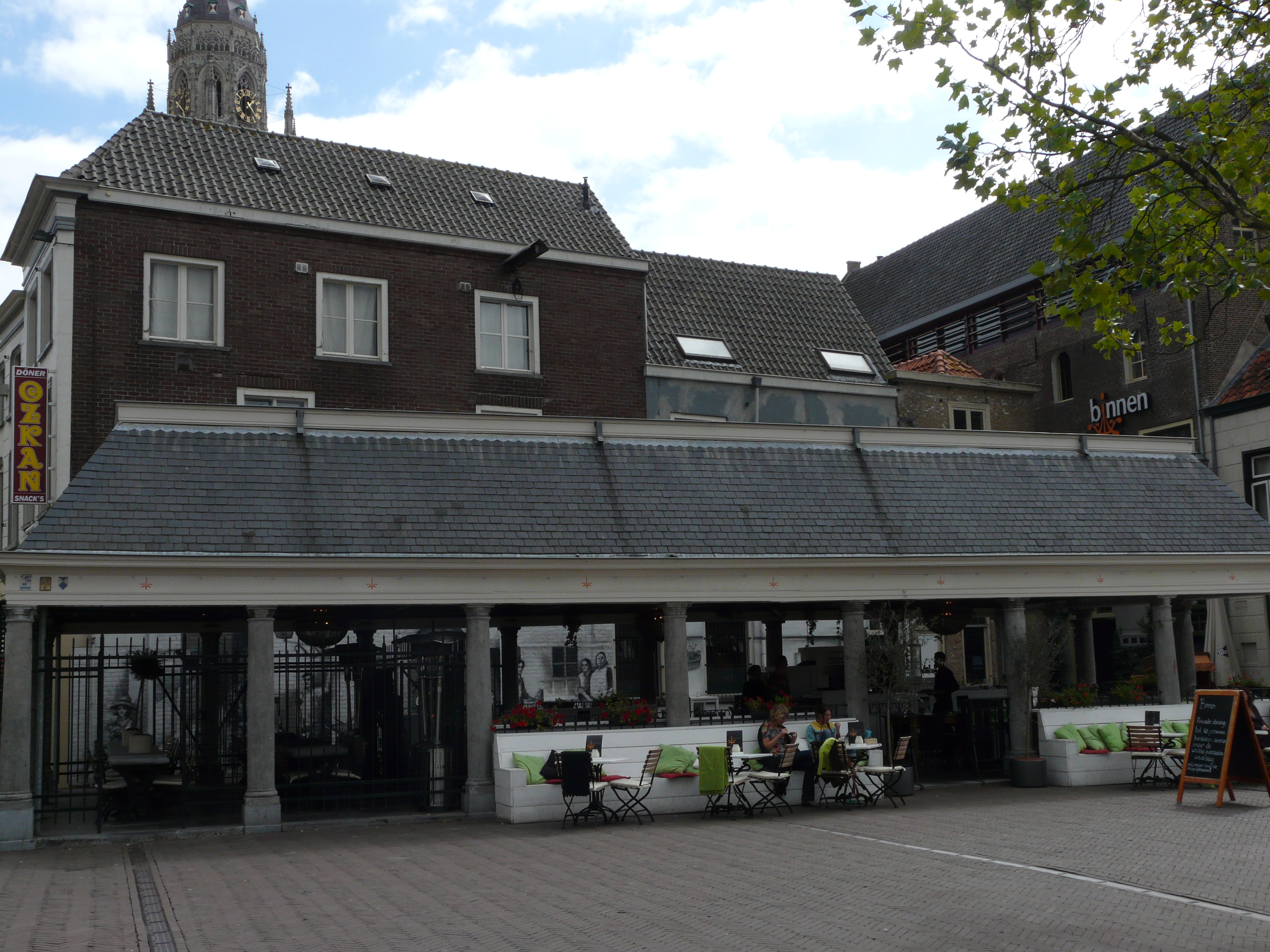
Voormalige vishal

Vishal Breda is een vishal en rijksmonument op de hoek van de straten de Haven en de Vismarktstraat in Breda Centrum in Breda.

## Geschiedenis
De vishal ligt bij de Haven niet ver van het Spanjaardsgat. Via de rivier de Mark werd vis, koren, wijn en bier aangevoerd naar de haven. Vanaf 1252 breidde de stad Breda rond deze hoogte uit. Er legden schepen aan in de haven. Met een havenkraan vanaf 1397 werd de lading op de kade gezet. De havenkraan stond op de kade voor het waaggebouw (waar later het Oude Postkantoor kwam). Er was een vismarkt tot aan de Reigerstraat.
Op de plaats van de vishal was een huis met de naam Het Paradijs. De gemeente kocht het huis en brak het af zodat er rond 1500 de eerste vishal kwam. Daarna werd naast de vishal een Indhuys gebouwd dat gebruikt werd door 6 keurmeesters. Indgeld werd betaald voor de opslag van afgeslagen vis. Het Indhuis was tevens gildehuis voor het Gilde Binnenvoerlieden die zorgden voor de distributie van de vis. Later werd het gebruikt door het Gilde der Nachtwakers. In circa 1720-1725 werd de oude vishal vervangen door de huidige vishal. Hier werd alleen zeevis afgeslagen. Aan de overzijde van de straat bij de Waag uit 1659 werd een riviervis-markt gebouwd.
In mei 1940 werd mede door de oorlog de visafslag gesloten. Daarna heeft er een viswinkel in de vishal gezeten. De vishal is in 2005 gerestaureerd, daarna was er kort een bloemenwinkel in. Tegenwoordig is er horeca in gevestigd.

## Bouw
De vishal bestaat uit een open hal met hardstenen Toscaanse zuilen en een stalen en houten kapconstructie. Het heeft een afgeplat schilddak met leien. Tussen de kolommen is een hekwerk. Op de vloer zijn natuurstenen tegels. In 1906 is een grote verbouwing van de vishal geweest.
De vishal bestond uit twee delen. In het midden was het huisje van de veilingmeester, rechts kwamen de partijen vis op de banken. Links werd de vis schoongemaakt.